# Durach (Rhein)
Die Durach ist ein Fluss, der hauptsächlich im Schweizer Kanton Schaffhausen verläuft und der in der Stadt Schaffhausen von rechts und Norden in den Hochrhein mündet. Sie entwässert weite Teile des Randens und den westlichen Teil des Reiats.

## Name
Die Herkunft des Namens „Durach“ ist nicht eindeutig geklärt. Der Chronist Rüeger leitet ihn vom lateinischen „dura aqua“ (hartes oder raues Wasser) ab. Andere Namenforscher deuten ihn als „dürres Wasser“, also einen Bach, der oft austrocknet. Albrecht Greule leitet den Namen von keltisch *duriā für 'Wasser, Flusslauf' plus dem ahd. Hydronym -aha ab.
Im Bereich des Mühlentals wird die Durach auch teilweise Mühlentalbach genannt. Innerhalb der Stadt nannte man die Durach im Unterlauf Gerberbach; hier ansässige Gerber nutzten das Wasser bei der Herstellung von Leder aus Viehhäuten.

## Geographie

### Verlauf
Die Durach entspringt westlich von Bargen SH und hat zwei Quellen,
- den Randenbrunnen auf (760 m ü. M.) unterhalb des noch in Deutschland liegenden Hohen Randen (930 m ü. M.) und
- die Iblenquelle auf (744 m ü. M.) unterhalb des Hagen.

Die zugehörigen, beide um 3 km langen Quellarme vereinigen sich nach konvergentem Ostlauf im Zentrum von Bargen zur Durach, die dann recht beständig südwärts fließt. Unterhalb des Dorfes bei Schlauch begleitet die Staatsgrenze zwischen der Schweiz und Deutschland die Durach für wenige hundert Meter. Unterhalb von Merishausen fließt sie durch das breite Merishausertal, das ein wichtiger Verkehrsweg ist zwischen Zürich und dem Alpenvorland einerseits und Stuttgart und dem oberen Donau- und Neckarland andererseits, genutzt von der A4.
Beim Geissberg, in der Nähe des Logierhauses, wo bis ca. 1200 das Dorf Berslingen stand, lässt die Durach diesen Talabschnitt hinter sich. Der aus dem Freudental fliessende, auf dem letzten Abschnitt eingedolte Freudentalbach, mündet hier von Norden kommend in die Durach. Sie fliesst weiter durch das stellenweise bis zur Schlucht verengte Mühlental Richtung Süden. Hier haben sich seit der Zeit der Industrialisierung einige Industriebetriebe wie etwa die Georg Fischer AG niedergelassen. Auf diesem Abschnitt ist die Durach abschnittsweise eingedolt. Von Westen kommend fliesst schliesslich aus dem Hemmentalertal noch der Hemmentalerbach in die Durach.
Im Bereich des Schwabentors, eines letzten Überbleibsels der ehemaligen Stadtbefestigung von Schaffhausen, vereinte sich die Durach mit der von Thayngen herfliessenden Fulach. Bis ins 19. Jahrhundert diente ein Stadtweiher an dieser Stelle als Löschwasserteich. Danach floss die Durach in offenem Kanal durch die Stadt. Regelmässige Überschwemmungen bedrohten die Stadtbewohner. 1936 wurde der Fluss eingedolt und floss von nun an unter der Bachstrasse seiner Mündung in den Hochrhein entgegen.
Seit der Eröffnung der A4-Stadtdurchfahrt im Jahre 1997 fliesst die Durach in einem Kanal unterhalb der Fahrbahnplatte des Fäsenstaubtunnels. Am Ende des Mühlentals, unweit des Bahnhofs Schaffhausen, unterquert der Fäsenstaubtunnel das Mühlental. An dieser Stelle wird die Durach in den Tunnel geleitet. In den Rhein mündet die Durach dann bei der A4-Schrägseilbrücke. Der alte Kanal durch die Stadt dient nur noch als Überlauf bei Hochwasser.
Um die Hochwassergefahr für die Stadt zu mindern, wurde im Merishausertal 2014 ein 50 Meter langer und 5 Meter hoher Damm erstellt. Das so entstandene natürliche, mit einer Magerwiese bepflanzte Rückhaltebecken hat eine Kapazität von 61'000 m³ und kann die Stadt vor einem Jahrhunderthochwasser schützen.

### Zuflüsse und Seitentäler
- Hofbach aus dem Hoftaal, linker und westnordwestlicher Oberlauf
- Iblen aus dem Mülitaal, rechter und westsüdwestlicher Oberlauf
- Lölibach aus dem Löölitobel, von links und Ostnordosten zwischen Bargen und dem Abschnitt als Grenzbach zu Baden-Württemberg
- Laabach, von rechts und Westnordwesten bei Merishausen-Bad
- (Bach aus dem Hohlgraben/Hohlgraabe), von rechts und Nordwesten in  Merishausen
- Dostenbach aus dem Doschdetaal, von rechts und insgesamt Westnordwesten in Merishausen
- Grätental oder Gräätedal, von links und Nordosten am Ortsende von Merishausen. Anscheinend Trockental
- Freudentalbach, von links und Norden nach Schaffhausen-Ziegelhütte
- Orseretal, von rechts und Nordwesten gegenüber dem Geissberg. Anscheinend Trockental
- Hemmentaler Bach aus dem Hänetaalertaal, von rechts und Nordosten am Beginn der geschlossenen Bebauung von Schaffhausen
- Fulach, von links und Nordosten in Schaffhausen